# 薦田義明
薦田 義明（こもだ よしあき、1946年〈昭和21年〉5月3日 - ）は、日本のバリトン歌手。指揮者。香川大学名誉教授。元四国二期会理事長。
東京芸術大学音楽学部声楽科卒業。東京芸術大学大学院音楽研究科声楽専攻修了。フライブルク音楽大学卒業。香川県観音寺市出身。

## 経歴
香川県観音寺市出身。東京芸術大学音楽学部声楽科を卒業し、同大学大学院音楽研究科声楽専攻を修了。声楽を柴田睦陸に師事。
東京藝術大学のオペラ定期公演で「コジ・ファン・トゥッテ」に出演しオペラのデビューをする。その後は四国二期会に所属し、「修禅寺物語」、「ロドレッタ」、「魔笛」、「俊寛」、「フィガロの結婚」、「バスティアンとバスティエンヌ」、「ドン・ジョヴァンニ」、「那須与一」、「ディドとエネアス」、「奥様になった女中」、「イル・カンピエッロ」、「四人の頑固者」、「脳死をこえて」、「ヘンゼルとグレーテル」、「ファルスタッフ」などのオペラに出演した。
1988年（昭和63年）に第11回高松市文化奨励賞を受賞。1994年（平成6年）には文部省の長期在外研修員としてドイツのフライブルク音楽大学へ留学し、ドイツ各地で長年に渡りリサイタルを開催した。また香川大学教育学部で教授を務め、その他に四国二期会理事長、観音寺音楽協会会長、日本演奏連盟会員を歴任した。

## 受賞
- 1988年 - 第11回高松市文化奨励賞

## 著書
- 『香川県大百科辞典』（四国新聞社、1984年）